# アジア・リベラル民主評議会
アジア・リベラル民主評議会（英語名:Council of Asian Liberals and Democrats、CALD）は1993年に発足したアジアにおける中道・リベラル政党のゆるやかな連絡ネットワークである。現在、10ヶ国から11政党・団体が参加している。台湾の中国語訳の影響から「アジア自由民主連盟」ともいう。

## 加盟政党
| 国           | 党名                                                     |
| ------------ | -------------------------------------------------------- |
| カンボジア   | カンボジア救国運動                                       |
| スリランカ   | 自由党（左派ナショナリズムのスリランカ自由党とは別組織） |
| フィリピン   | フィリピン自由党                                         |
| タイ         | 民主党                                                   |
| 台湾         | 民主進歩党                                               |
| インドネシア | 闘争民主党                                               |
| インドネシア | 国民覚醒党                                               |
| マレーシア   | グラカン（マレーシア民政運動党）                         |
| シンガポール | シンガポール民主党                                       |

### オブザーバー
| 国         | 党名         |
| ---------- | ------------ |
| ミャンマー | 国民民主連盟 |
| 日本       | 立憲民主党   |

アジア・リベラル民主評議会は加盟政党以外にも、会議などにおいて民主主義の価値観や中道・リベラルなど主義主張が近い政党や個人の参加をオブザーバー的に認めており、過去には韓国（民主党から出席）、香港（民主党から出席）などから参加者があったこともある。